# ONE×3
『ONE×3』（わんわんわん）は雪リコ原作の漫画。『月刊ASUKA』（角川書店）にて連載されていて、一時は休載していたが、2008年12月号にて連載を再開する。コミックスは2巻まで、ドラマCDがマリン・エンタテインメントから発売されている。

## あらすじ
どこにでもいる平凡で、どちらかというと目立ちたくない高校生、赤羽春はひょんなことから私立王子（ワンコ）高校の「モテ部」という学校のアイドル集団の一部になってしまった。

## 登場人物
声優はドラマCDのキャスト

### モテ部
赤羽 春（あかばね しゅん）
声 - 宮田幸季
主人公。私立王子高校に通っているごく普通の目立たない高校1年生。あまり目立ちたくないために、伊達眼鏡をつけ、人目を避けるようにして学校生活を送っていたが、ひょんなことからモテ部と関わってしまい、学校中に名前が知れ渡った上、モテ部の一員として認識されるようになってしまった。しかし、モテ部のメンバーとつるんでいるうちに、徐々に心を開いていく。メインキャラクターの中で最も背が低く、アホ毛がある。一人称は「僕」。
蒼月 咲（あおつき さく）
声 - 杉山紀彰
私立王子高校・モテ部のメンバーの一人で、ハーフのアイドル。春の同級生。漢字が読めない上に日本語がうまく話せないようで、周りの人たちには理解してもらえないことが多い。紫兎とともにアイドルユニット「月兎（ゲット）」として歌手活動している。動物と会話ができ、メインキャラクターの中で最も背が高い。好物はイチゴ。成績は学年最下位。一人称は「オレ」。
黄条 戒（おうじょう かい）
声 - 関智一
私立王子高校・モテ部のメンバーの一人で、硬派の頼れる体力派。春の同級生。白瀬曰く、脳は梅干し。女性が苦手で、雌犬でも触ることができないという可愛い一面もある。好物はカレーライス。成績は下から2番目。一人称は「俺」。
桃乃木 優（もものぎ ゆう）
声 - 生天目仁美
私立王子高校・モテ部のメンバーの一人で、お祭り好きの学園のマドンナ。春の同級生。しかし彼女にはコスプレ好きの男性だという秘密があり、男性という事実を知っている人間は少ない。本名は「優（すぐる）」。一人称は「ボク」（まれに「僕」）。
白瀬 凌（しらせ しのぐ）
声 - 緑川光
私立王子高校・モテ部のメンバーの一人で、学園を知り尽くした頭脳派エリート。春の同級生。しかし彼の立てた作戦や行動はほとんどあてにならない。常時パソコンを持っていて、あらゆる情報を知り尽くしている（ように見える）。金には目が無く、いつも自分の損得ばかりを考えている。赤羽曰く、天才の皮をかぶったバカ。一人称は「俺」。朝は毎日一枚のトーストと梅干と牛乳から始まる。
赤羽兄
声 - 岩永哲哉
私立王子高校の教師。春の兄にしてブラコンだが、当の弟にはあまりいい感情を持たれていない。勉強や運動が良く出来て王子高校の理事長の長男という非のうちどころのない完璧な人物ゆえに、春にコンプレックスを抱かせるきっかけになっている。普段はサングラスをかけていて、春と同様のアホ毛がある。下の名前は不明。
犬（いぬ）
声 - 松来未祐（司会者も兼任）
春の犬で、名前も「犬」。チワワのように見えるが、正確な犬種は不明。いつも震えている。雌。

### 王子高校関係者
紫兎 翔（しと かける）
声 - 鈴村健一
アイドル志望の15歳の少年。関西弁を使い、特技は場を盛り上げること、趣味はひやかしとピンポンダッシュ。蒼月をライバル視するも結果的には彼とグループ結成し、「月兎」としてユニットを組んでいる。基本的にはツッコミ役。
縹 直糸（はなだ ただし）
王子高校1年生の男子生徒。先生も手がつけられないほどの問題児で、黄条と同じくケンカが強いらしい。作中では、校内での喫煙行動などが見られる。黄条とは同じクラス。犬には優しく、毎日屋上でチーズを与えている。
三鳶 正幸（みとび まさゆき）
王子高校1年の男子生徒で、いまいちモテないビジュアル系。顔はいいが、クセのある暗い性格をしていて、何が言いたいのかまわりくどすぎて理解しにくい。何かを破る癖があるらしい。蒼月とは同じクラスで、蒼月のことが気に入っているようであるが、紫兎には無愛想。
幹元（みきもと）
顎鬚とくわえタバコがトレードマークの私立王子高校の教師。外見とは裏腹に怖がりの上に、存在感が薄い。担当教科は地理。通称「ミッキー」。
墨雛 八千代（すみひな やちよ）
王子高校1年生で、2人しかいない新聞部の部員の一人で、SMに目覚めて辞職した元新聞記者の母を持つ。新聞のネタのためならいかなる手段をも使う。桃乃木や春などの取材の際、脱獄したマフィアの集団に拉致されている最中、自身の過去を春に打ち明ける。事件解決の際、春のみの追っかけをしないと約束する。SMの性癖を持つ母の血を多く受け継いでいるためか、仮面をつけるとSM美少女に変身し、性格が変わりサディスティックになる（本人はこの性癖を嫌っている）。自身のことをクイーンと呼ばれる。ペットはインコの「ユゲ」。
灰沢 初季（はいざわ うぶき）
王子高校1年生。八千代と同じく新聞部の部員。基本的に口数が少なく、スケッチブックで会話をする癖があるが、八千代の危機などの時には感情をあらわにすることもある。あまり知られていないことだが成績優秀で、テストの成績で学年2位だったこともある。

### その他
銅縞（どうじま）
声 - 吉崎亮太
蒼月と紫兎のユニット、「月兎」のマネージャーの男性。子猫を飼っており、王子高校の正面に家がある。子猫の名前は「バンゴハン」。
社長
声 - 百々麻子
蒼月と紫兎のユニット、「月兎」の事務所の女社長。飽きっぽい性格。左目下に泣きホクロがある。本名は不明。
猛犬
声 - 原田正夫（司会者も兼任）
王子高校に迷い込んだ犬。犬種はドーベルマン。白瀬以外のモテ部メンバーからエクレアと称される。
サトちゃん
王子高校の警備員。蒼月が校内で初めて出来た友人。語尾に「〜ね」を付ける口癖がある。本名は不明。

## メディア

### コミックス
1. 2004年10月発行
  - 1ぴき目（『月刊ASUKA』2003年11月号掲載）
  - 2ひき目（『月刊ASUKA』2003年12月号掲載）
  - 3びき目（『月刊ASUKA』2004年1月号掲載）
  - 番外1・蒼月編（『月刊ASUKA』2004年3月号掲載）
  - 番外2・月兎編（『月刊ASUKA』2004年4月号掲載）
  - 番外3・兄ちゃん編（『月刊ASUKA』2004年6月号掲載）
  - 4ひき目（『月刊ASUKA』2004年8月号掲載）
  - 番外4・白瀬編（『月刊ASUKA』2004年9月号掲載）
2. 2006年6月発行
  - 5ひき目（『月刊ASUKA』2005年4月号掲載）
  - 6ぴき目（『月刊ASUKA』2005年10月号掲載）
  - 7ひき目（『月刊ASUKA』2005年11月号掲載）
  - 8ひき目（『月刊ASUKA』2005年12月号掲載）
  - 9ひき目（『月刊ASUKA』2006年1月号掲載）
  - 10ぴき目（『月刊ASUKA』2006年2月号掲載）
  - 11ぴき目（『月刊ASUKA』2006年3月号掲載）
  - 12ひき目（『月刊ASUKA』2006年4月号掲載）

### ドラマCD
- ONE×3
  - 1ぴき目
  - 2ひき目
  - 3びき目
  - 番外1・蒼月編
  - 番外2・月兎編